# Hagécourt
Hagécourt é uma comuna francesa na região administrativa do Grande Leste, no departamento de Vosges. Estende-se por uma área de 7.6 km². Em 2010 a comuna tinha 128 habitantes (densidade: 16,8 hab./km²).